# São Pedro- és São Paulo-szigetcsoport
A São Pedro- és São Paulo-szigetcsoport (portugálul Arquipélago de São Pedro e São Paulo, ASPSP) egy Brazíliához tartozó szigetcsoport az Atlanti-óceán középső részén, 80 km-re északra az Egyenlítőtől. A szigetek 940 km távolságra fekszenek Brazília partjaitól, 627 km-re a Fernando de Noronha-szigetcsoporttól és 1 824 km-re Afrika nyugati partján fekvő Bissau-Guineától.
Brazília 1986-ban természetvédelmi területté nyilvánította a São Pedro- és São Paulo-szigetcsoportot, a Fernando de Noronha-szigetcsoporttal és a Rocas-atollal együtt. A legnagyobb szigeten 1998. június 25-i óta folyamatos jelleggel működik egy a brazil haditengerészet által fenntartott, de civil kutatókat foglalkoztató tudományos megfigyelőállomás.

## Földrajz és élővilág
A São Pedro- és São Paulo-szigetcsoport a széttartó dél-amerikai és az afrikai tektonikus lemezek között húzódó Szent Pál-törésvonal mentén emelkednek ki a vízfelszín fölé. A sziklákat ultrabázikus mélységi kőzet, peridotit és szerpentinit alkotja.
A szigetcsoport öt szigetből és számos kisebb-nagyobb sziklából, sziklacsúcsból áll.
- Belmonte-sziget, területe: 5 380 m²
- Challenger-sziget (más néven São Paulo-sziget), területe: 3 000 m²
- Nordeste-sziget (más néven São Pedro-sziget), területe: 1 440 m²
- Cabral-sziget, területe: 1 170 m²
- South-sziget, területe: 943 m²

A szigeteken nincsen ivóvíz forrás.
A Belmonte-sziget kivételével, -amelyet szórványosan benépesítenek mohák és fűfélék- a szigetek teljesen kopárak.
A szigetek számos tengeri madárfajnak nyújtanak költőhelyet és védelmet, mint például a barna noddi (Anous stolidus), a fekete noddi (Anous minutus) és a fehérhasú szula (Sula leucogaster).

## Történelem
A szigetcsoportot portugál tengerészek fedezték fel véletlenül, 1511-ben. Egy hat karavellából álló flotta Portugáliából India felé tartott a nyílt tengeren, amikor a São Pedro nevű vitorlás az egyik éjszaka folyamán, a rossz látási viszonyok miatt hajótörést szenvedett az ismeretlen sziklákon. A legénységet a flotta másik hajója, a São Paulo mentette ki. Az eseményben részt vevő két karavella lett a szigetcsoport névadója.